# Aeroporto Internazionale Hosea Kutako
L'Aeroporto Internazionale Hosea Kutako (IATA: WDH, ICAO: FYWH) è il principale aeroporto Internazionale di Windhoek, capitale della Namibia, situato a 45 km a est della città, e intitolato a Hosea Kutako, eroe nazionale.
L'aeroporto è stato l'hub della compagnia aerea di bandiera namibiana Air Namibia fino al febbraio 2021, quando è stata messa in liquidazione.

## Storia
Aperto nel 1964, durante il controllo del paese da parte del Sud Africa era chiamato aeroporto J.G. Strijdom.
Nell'aeroporto sono passate più di 710.000 persone nel 2008, ma i dati del 2009 sono negativi: solo 680.000 persone, facendo registrare un calo del 4%.
Pur essendo il maggior aeroporto della Namibia ospita pochi voli nazionali, essendo dislocati per la maggior parte nel più piccolo aeroporto di Windhoek-Eros.
Il volume di traffico maggiore per numero di passeggeri in entrata e in uscita si ha sulla rotta per Aeroporto Internazionale O.R. Tambo di Johannesburg
L'assenza di voli dal medio e estremo oriente ha reso la Namibia molto costosa per i viaggiatori e investitori, a causa dei visti in entrata e in passaggio e il tempo necessario per i vari voli in connessione prima di atterrare a Windhoek.